# Dieter Bartelt
Dieter Bartelt (* 26. Dezember 1934 in Stettin) ist ein ehemaliger deutscher Politiker der SED, der unter anderem von 1967 bis 1981 Abgeordneter der Volkskammer der DDR war.

## Leben
Dieter Bartelt absolvierte nach dem Abitur von 1955 bis 1961 ein Studium in der Fachrichtung Bauingenieurwesen an der damaligen Technischen Hochschule Dresden, das er als Diplombauingenieur abschloss. Zwischen 1961 und 1971 war er als Bereichsbauleiter, Produktionsabteilungsleiter und als Direktor für Produktion im VEB Bau- und Montagekombinat (BMK) Ost, Betrieb Industriebau Schwedt tätig. Ab 1972 führte Bartelt diesen Betrieb als Betriebsdirektor. Bei der Volkskammerwahl am 2. Juli 1967 wurde er für die Sozialistische Einheitspartei Deutschlands (SED) erstmals zum Mitglied der Volkskammer der DDR gewählt und gehörte dieser als Vertreter des Wahlkreises 15 im Bezirk Frankfurt (Oder) nach seinen Wiederwahlen bei der Volkskammerwahl am 14. November 1971 und der Volkskammerwahl am 17. Oktober 1976 in der fünften, sechsten und siebten Wahlperiode an.
Während seiner Volkskammerzugehörigkeit war er unter anderem Mitglied und Leiter einer Arbeitsgruppe des Ausschusses für Industrie, Bauwesen und Verkehr.